# Polyarthra longiremis
Polyarthra longiremis är en hjuldjursart som beskrevs av Carlin 1943. Polyarthra longiremis ingår i släktet Polyarthra och familjen Synchaetidae. Arten är reproducerande i Sverige. Inga underarter finns listade i Catalogue of Life.